# Estrada do Coração
A Estrada do Coração foi uma grande estrada nacional conectando Bagdá, a capital do Califado Abássida, com a província nordeste de Coração e dai para a Ásia Central e China.

## Curso

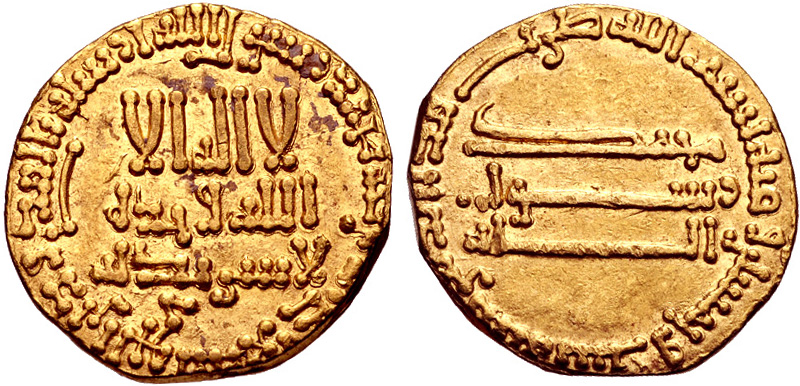
Dinar de ouro de Almançor r.

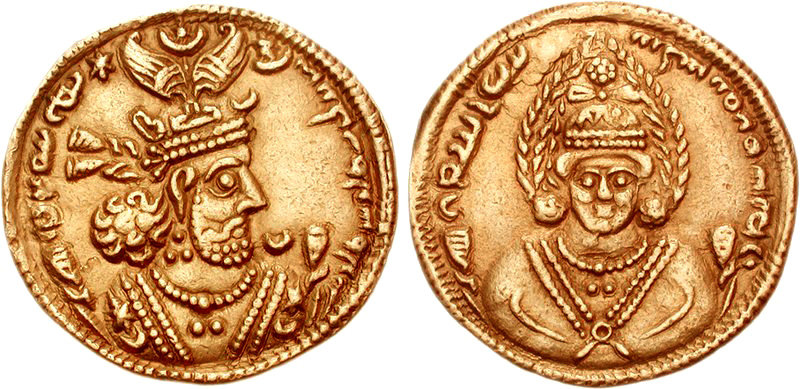
Dinar de ouro de r.

É possivelmente a melhor descrita dentre as estradas do Califado Abássida; não é apenas descrita em detalhe por ibne Rustá, mas também por outros geógrafos muçulmanos medievais como Cudama ibne Jafar e ibne Cordadebe que referem-se a ela e fornecem as distâncias ao longo de seus vários trechos nas obras deles. A estrada começou na Porta do Coração no lado leste da Cidade Redonda do califa Almançor (r. 754–775) e deixou a cidade na segunda Porta do Coração do leste de Bagdá.
O primeiro assentamento após Bagdá era Naravã ou Jicer Naravã ("Ponte de Naravã"), nomeado em homenagem ao grande Canal de Naravã que passava através dele. No período abássida foi próspero, mas foi abandonado em caiu em ruína quando a estrada foi transferida para norte em Bacuba. O distrito circundante foi conhecido como Tárique do Coração (Ṭarīq-i-Khurāsān) em homenagem a estrada. A cidade seguinte foi conhecida em árabe como "Dascará Almaleque" ("Dascará do Rei"), e é identificada com a sassânida Dastaguirde. Então seguiu para Jalula, próximo da qual uma enorme ponte sassânida cruzou o rio Diala, e Caniquim (Khaniqin), também o sítio duma grande ponte, e Cácer Sijirim, o "Castelo de Xirim", nomeado em homenagem da esposa do xá sassânida Cosroes II (r. 590–628).
Em Hulvã, a estrada deixou a planície da Mesopotâmia e entrou na Cordilheira de Zagros e a província de Jibal. A estrada continuou para Madarustão e finalmente saiu no Passo de Hulvã na cidade de Quirinda (Kirind) e a vila de Cuxã. Então seguiu para Tazar ou Cácer Iázide (Qasr Yazid) e Azubaidia (al-Zubaydiya), onde a estrada virou para leste em direção a Quermanxá através da planície de Maidaste (Mayidasht ou Mahidasht). Em muitas destas localidades, os geógrafos muçulmanos registram a presença de restos de palácios sassânidas. Quermanxá a estrada continuou para Hamadã e Sivá (Sivah), virou para norte em direção de Rei e de lá passou para leste dentro da província de Comisena.

Grande Coração e Transoxiana no século VIII

A estrada foi a principal artéria de Comisena, e muitas das cidades da província estava localizaram ao longo de seu curso: Cuar, Cácer ou Cariate Almilhe (Qariyat al-Milh; o "Castelo de Sal"), Ras Alcalbe ("Cabeça de Cachorro", identificada com Lasguirde), Semnã, Dangã, Alhadada (al-Haddadah - "a Forja") ou Mimã-Duste (Mihman-Dust) e Bistã. Próximo de Bistã, na vila de Badas (Badhash), a estrada entrou no Coração. Após entrar na região, dividiu-se em duas: o ramo norte, também chamado de "estrada da caravana", levando para Jajarme e dali, via Azadevar, para Nixapur; o ramo sul ou "estrada postal" que percorreu junto da borda do deserto de Cavir (Dasht-e Kavir) via Assadabade, Bamanibade ou Mazinã e Sabezivar à Nixapur. Logo depois de Nixapur, em Cácer Arri ("Castelo do Vento"), a estrada dividiu-se novamente em dois ramos levando para sudoeste e nordeste.
O ramo sudoeste levou para Herate, de onde ramificou-se mais, com estradas levando a leste para Gor, ou via Asfuzar e Fará para sul em direção de Zaranja no Sijistão. O ramo noroeste da estrada principal levou de Cácer Arri via Mexede, Tus, Masdarão e Sarachs para Grande Marve e Pequena Marve. De Grande Marve a estrada continuou até cruzar o rio Oxo em Amul e então para Bucara e Samarcanda. De Pequena Marve um ramo levou para sul à Herate, enquanto outro dirigiu-se a nordeste para Bactro, provavelmente cruzando o Oxo, para Termez, de onde ramificou-se em várias estradas nos distritos de Chaganiã e Cutal, enquanto outro ramo levou para Bucara e Samarcanda. De Amul, outro ramo também levou ao longo da margem sul do Oxo para a Corásmia e o mar de Aral. De Samarcanda, a estrava cruzou o rio Suguede e dirigiu-se para Zamim em Osruxana, a leste da capital local, Bunjicate. Lá a estrada dividiu-se novamente, com um ramo levando para o sul de Xaxe e o curso inferior do Jaxartes, e outro a leste para o curso superior do Jaxartes, o vale de Fergana e a China.